# André Neves
Pour les articles homonymes, voir Neves.
André da Silva Graça Arroja Neves (né en 1975, à Lisbonne) est un mathématicien portugais et professeur à l'Imperial College de Londres. Il a rejoint le corps professoral de l'université de Chicago en 2016. En 2012, conjointement avec Fernando Codá Marques, il a résolu la conjecture de Willmore.

## Formation
Neves étudie les mathématiques à l'Instituto Superior Técnico de Lisbonne où il obtient sa licence en 1999 puis à partir de 2000 il est à l'université Stanford, où il a reçu son doctorat en 2005 de l'université Stanford, sous la direction de Richard Schoen, avec une thèse intitulée Singularities of Lagrangian Mean Curvature Flow.

## Contributions
Conjointement avec Hubert Lewis Bray, ils ont calculé l'invariant de Yamabe (en) de {\displaystyle \mathbb {R} \mathbb {P} ^{3}}. En 2012, conjointement avec Fernando Codá Marques, ils ont résolu la conjecture de Willmore, énoncée par Thomas Willmore, en 1965. La même année, conjointement avec Ian Agol et Fernando Codá Marques, ils ont résolu la conjecture de Freedman–He–Wang (en) (de Freedman–He–Wang, 1994). En 2017, conjointement avec Kei Irie et Fernando Codá Marques, ils ont résolu la 
conjecture de Yau, formulée par Shing-Tung Yau en 1982, dans le cas générique.

## Prix et distinctions
Il a reçu le prix Philip-Leverhulme en 2012, puis en 2013 le prix Whitehead décerné par la London Mathematical Society. Il est conférencier invité au congrès international des mathématiciens à Séoul, en 2014. Il est lauréat en 2015 de la bourse Wolfson décernée par la Royal Society.
En novembre 2015, il a reçu le prix New Horizons in Mathematics 2016, « pour ses contributions remarquables à plusieurs domaines de la géométrie différentielle, dont son travail sur la courbure scalaire, les flux géométriques (en), et sa solution avec Codá Marques de la conjecture de Willmore datant de 50 ans. ».
Conjointement avec Fernando Codá Marques, il a reçu en 2016 le prix Oswald-Veblen.
En 2018, il a reçu un prix de chercheur Simons.

## Publications
- avec Hubert Bray: « Classification of prime 3-manifolds with Yamabe invariant greater than {\displaystyle \mathbb {R} P^{3}} », Annals of Mathematics, vol 159, 2004, pp 407–424
- avec K. Akutagawa: « Classification of all 3-manifolds with Yamabe invariant greater than {\displaystyle \mathbb {R} P^{3}} », J. Diff. Geom., vol 75, 2007, pp 359–386
- « Singularities of Lagrangian mean-curvature flow: zero Maslov class case », Inventiones mathematicae, vol 168, 2007, pp 449–48
- avec Gang Tian: « Existence and uniqueness of constant mean curvature foliation of asymptotically hyperbolic 3-manifolds », tomes 1,2, Geom. Funct. Analysis, vol 19, 2009, pp 910–942, J. Reine Angew. Math., vol 641, 2010, pp 69–93
- avec Simon Brendle, F. C. Marques: « Deformations of the hemisphere that increase scalar curvature », Inventiones mathematicae, vol 185, 2011, pp 175–197
- avec J. D. Lotay: « Uniqueness of Lagrangian self-expanders », Geom. Topology, vol 17, 2013, pp 2689–2729
- avec F. C. Marques: « Min-max theory and the Willmore conjecture », Annals of Mathematics, vol 179, 2014, pp 683–782, Arxiv
- avec F. C. Marques: « Min-max theory, Willmore conjecture and the energy of links », Bulletin of the Brazilian Mathematical Society, vol. 44, 2013, pp 681–707
- « Recent progress on singularities of Lagrangian mean curvature flow », Surveys in Geometric Analysis and Relativity, ALM 20, 2011, pp 413–436
- avec F. C. Marques: « Rigidity of min-max minimal spheres in three-manifolds », Duke Math. J., vol. 161, 2012, pp 2725–2752
- « Finite time singularities for Lagrangian mean curvature flow », Annals of Mathematics, vol. 177, 2013, pp 1029–1076
- avec Gang Tian: « Non-existence of almost calibrating translating solutions to Lagrangian mean curvature flow », Transactions of the American Mathematical Society, vol. 365, 2013, pp 5655–5680
- avec Ian Agol, F. C. Marques: « Min-max theory and the energy of links », Arxiv, Preprint 2012
- avec F. C. Marques: « The Willmore Conjecture », Jahresbericht DMV, vol 116, n° 4, 2014, pp 201–222